# 太原駅 (中国)
座標: 北緯37度51分35.5秒 東経112度34分54.5秒 / 北緯37.859861度 東経112.581806度

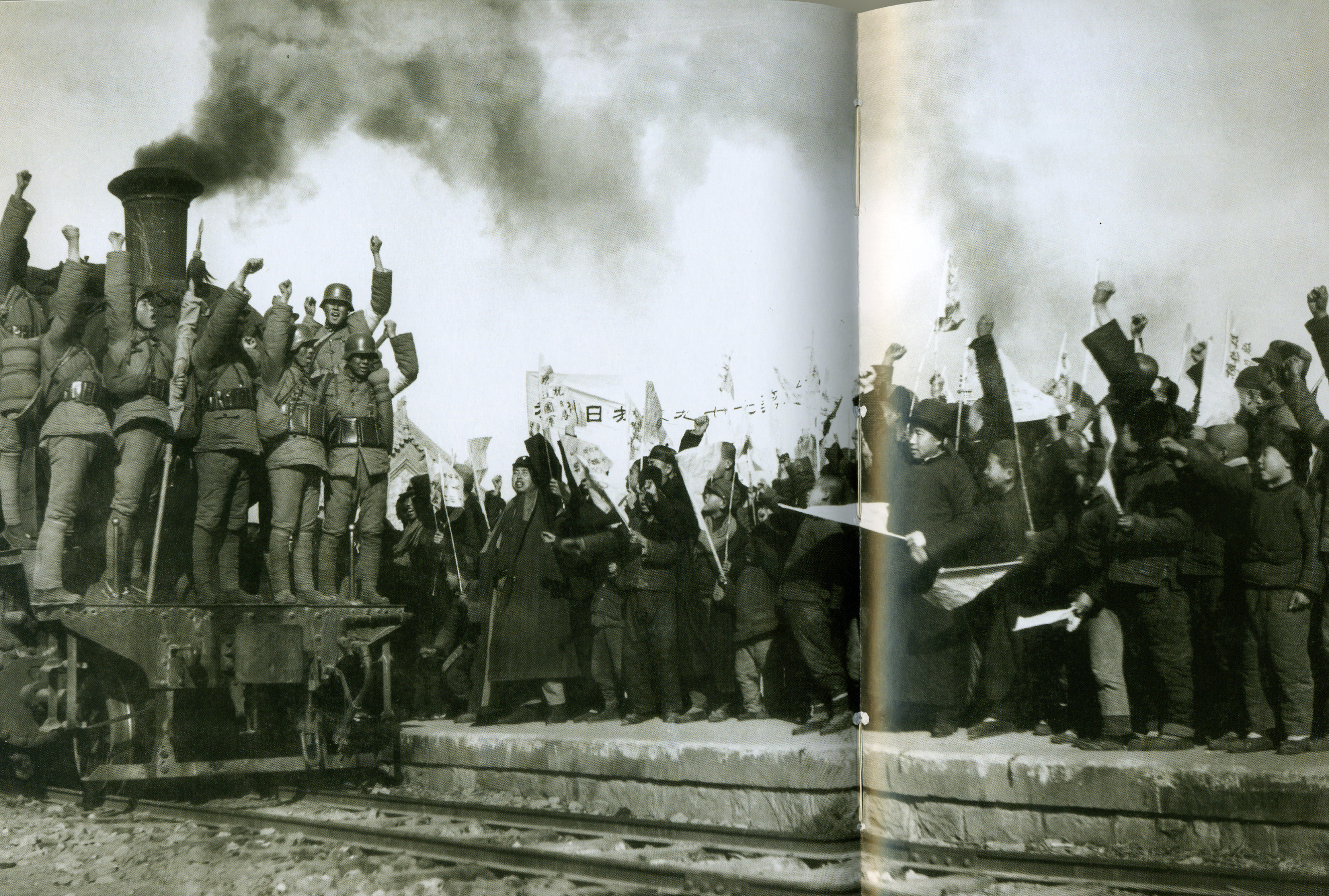
1937年10月日中戦争当時の太原駅

太原駅（たいげんえき/中国語簡体字：太原火车站/正体字：太原火車站）は中華人民共和国山西省太原市迎沢区迎沢大街にある中国国鉄太原鉄路局が管轄する駅である。

## 駅構造
単式ホーム2面、島式ホーム3面を持つ地上駅である。線路は12本あり、出札室が1つ、高架待合室が6つ、軟座/軟臥待合室1つ、貴賓待合室1つが有り、同時に9000人以上を収容出来る。旅客駅の南に大規模な操車場を持つ。
石太旅客専用線建設に伴い、大規模な改造を行った。工程はホーム、駅舎、線路の改造、検査施設新設の4つに分けて行われた。

## 所属路線
- 中国国鉄
  - 石太線：本駅が終点、石家荘駅起点より243km
  - 石太旅客専用線：本駅が終点、石家荘北駅起点より225km
  - 大西旅客専用線：2014年7月1日に太原東駅 - 西安北駅間が部分開業、2021年に全線開業予定
  - 同蒲線：大同駅起点より355km、楡次駅 - 太原北駅は石太線と共用、華山駅終点まで528km
  - 太新線：本駅起点、新郷駅終点まで497km
  - 太焦線：本駅起点、修文駅まで同蒲線と共用、焦作駅終点まで434km
  - 上蘭村線：本駅起点、太原北駅まで石太線と共用、上蘭村駅終点まで25km
  - 太嵐線：本駅起点、太原北駅まで石太線と共用、鎮城底駅終点まで64km
  - 白家荘線：本駅起点、桃杏駅終点まで33km

## 利用状況
本駅は石太線、同蒲線、石太旅客専用線、大西旅客専用線、太新線、太焦線、上蘭村線、大嵐線、白家荘線、太中銀線の旅客、貨物を扱う特等駅である。2023年3月現在、110本の旅客列車が発着し、19本の始発列車がある。2014年7月1日には7.8km離れた位置に太原南駅が開業した。

## 駅周辺
- 迎澤大街
- 交通大厦（バスターミナル）
- 山西華苑賓館
- 凱樂大酒店
- 北倉大厦
- 太原市郵政局
- 晋鋁大厦
- 港龍海鮮酒楼
- 晋盛酒家
- 三晋国際飯店

## 歴史
- 1904年5月：正太線着工。[4]
- 1907年10月：正太線開業に伴い開業。[4]
- 1935年12月：南同蒲線が竣工。[5]。
- 1939年10月：正太線が狭軌（軌間1000mm）から標準軌に改軌され、石太線と改名[6]。
- 1940年：北同蒲線が標準軌に改軌。
- 1949年10月以降：南同蒲線も標準軌に改軌。
- 1975年6月1日：新駅舎が現在地に移転。[7]
- 1993年1月1日：特等駅に昇格。[7]。
- 1994年7月8日：高架ビルが開業。[7]
- 2009年1月1日：石太旅客専用線が貨物列車による正式運行を開始。[8]。
- 2009年1月10日：ホームの嵩上げ、ホーム上屋新設等の工事完了。[9]。
- 2009年4月1日：石太旅客専用線が正式旅客運行を開始。[10]。
- 2014年7月1日：大西旅客専用線が開業。[11][12]。

## 隣の駅
中国国鉄
石太線、同蒲線
太原東駅 - 太原駅 - 北営駅
太中銀線
太原駅 - 太原南駅
石太旅客専用線
太原東駅 - 太原駅
大西旅客専用線
太原東駅 - 太原駅 - 太原南駅